# Джела
Дже́ла (или Джеля; итал. и сиц. Gela ['ʤɛːla], др.-греч. Γέλα) — город в Италии, на юго-западе Сицилии, в провинции Кальтаниссетта, порт на берегу одноимённого залива Средиземного моря в устье реки Джела. Город, от которого берет своё название обширная прилегающая равнина и широкий залив, из которого он выходит, является важным сельскохозяйственным, промышленным и морским центром. 
Основан в 1233 г. Фридрихом II на месте античной Гелы, до 1927 носил название Терранова (Terranova). В городе, преимущественно современной застройки, расположен крупный нефтеперерабатывающий завод. Население — 73 922 жителей (2018).

## Античная Гела
Гела была самым значительным греческим поселением на Сицилии до возвышения Сиракуз. Основана в 689 г. до н. э. колонистами с Родоса и Крита, вместе с другими дорийцами, часть которых в 580 г. до н. э. основала колонию Акрагас. Усилившись при тиране Клеандре, Гела — при брате его Гиппократе — покорила почти всю восточную половину Сицилии. Преемник Гиппократа — Гелон — был выбран тираном Сиракуз, а управление Гелой поручил брату своему Гиерону, а затем власть перешла к другому его брату Полизалу; половина жителей Гелы была переселена Гелоном в Сиракузы, и значение города сильно упало. После смерти Гиерона Гела вновь сделалась самостоятельной. Тиран Дионисий I, проиграв в 405 г. под Гелой битву с карфагенянами, переселил всех жителей её в Сиракузы. Около 340 г. до н. э. город снова был заселён хиосскими колонистами. Ок. 305 г. до н. э. попала под власть Агафокла. В 282 г. до н. э. город разрушен мамертинцами, и жители его выселены агригентским тираном Пинтием в основанный им город Пинтию (ныне Ликата).

## Культура
Рядом с археологическим музеем Джелы сохранились развалины акрополя, недалеко от которого возвышается дорическая колонна.
На центральной площади находится главная городская церковь Успения Девы Марии, восстановленная между 1766 и 1794 гг. на основании старой часовни Платейской Мадонны (Madonna della Platea). Есть также церковь Святого Сальвадора и Розарио 1796 года, интересная тем, что в ней прослеживаются мотивы церкви Святой Марии Вифлеемской.

## Духовная жизнь
В 1261 году в Джеле был построен монастырь, который с самого начала стал религиозным центром. Однако к середине XVI века он был заброшен и пришёл в упадок. В 1574 году монастырь был передан во владение Ордену Капуцинов, и вскоре был восстановлен.
Покровительницей города почитается Пресвятая Богородица (Maria SS. dell’Alemanna), празднование 8 сентября. Согласно преданию, во время нашествия сарацин, образ Пресвятой Богородицы, выполненный по византийским канонам по заказу Фридриха II для Тевтонского ордена, был спрятан. Впоследствии, он был обретён чудесным образом крестьянином около 1450 года. Считают, что по молитвам Пресвятой Богородицы город был спасён от землетрясения в 1693 году и от жестокого обстрела с моря 10 июля 1943 года. Празднование начинается 5 сентября и длится четыре дня.

## Вторая мировая война
Возле города находился военный аэродром, самолёты с которого действовали по Мальте, и который в ответ подвергался бомбардировкам. С 9 по 12 июля 1943 в первые дни десантной операции союзных войск на Сицилию, за Джелу и его окрестности проходили жестокие бои. Англо-американским войскам при поддержке флота удалось вынудить итало-германскую армию отступить вглубь Сицилии.

## Современность
Основу экономики города всегда составляло сельское хозяйство и рыбная ловля. Около города расположен нефтеперерабатывающий завод и несколько промышленных зон.
В 1956 году рядом с городом были открыты залежи нефти. В настоящее время ведётся её промышленная добыча.
В Джеле традиционно сильны позиции мафиозной группировки «Стидда».
В городе базируется одноимённый футбольный клуб.

## Города-побратимы
- Элевсин, Греция
- Виттинген, Германия